# クラミドモナス
クラミドモナス（Chlamydomonas）は緑藻綱クラミドモナス目（もしくはオオヒゲマワリ目）に属する単細胞の鞭毛虫からなる属である。500種以上が知られているが、単にクラミドモナスと言えば、モデル生物として盛んに利用されているコナミドリムシ（Chlamydomonas reinhardtii）を指すことが多い。
C. reinhardtii は分子生物学、特に鞭毛の運動や葉緑体の動力学、発生生物学、遺伝学の研究のモデル生物である。チャンネルロドプシンのような、光感受性のイオンチャネルを持っていることは、クラミドモナスの特筆すべき性質の一つである。
「ウォーターメロン・スノー」として知られる、雪山がピンク色（あるいは赤色）に染まる現象は、同属の C. nivalis のしわざである。

## 生態と特徴
湖沼の水辺など淡水域の湿地に多い。
単細胞性（群体にならず、1つの細胞で生活する）で、細胞の外観は、球形或いはなめらかな楕円形。長さは、10ないし30µm。 細胞体の前方に、昆虫の触角のようなほぼ同じ長さの2つの鞭毛を持つ。これを鳥の翼のようにはばたかせるように用いて、ひょこひょこと進む。硬い細胞壁があり、変形運動はしない。葉緑体は1個のものと、2個のものがあり、形は杯（さかずき）状、袋状、帯状などがある。葉緑体を2個持つものには、左右に2個持つものと、上下に2個持つものがある。
単細胞生物である。

## 分子系統分類
分子系統学的な成果から、従来のクラミドモナス属という分類は、多系統的であることが分かってきている。従来的な分類は、いわゆる形態的な分類であって、クラミドモナス属というのは、すなわち「クラミドモナス様生物の総称」とでも言える。人為分類的とも言えるが、このような形態による言葉は便利な側面もあるので今後も使われ続けていくことと思われる。
分子系統学的な分類では、クラミドモナス類は緑藻綱ボルボックス目内の各科に散り散りとなっている。各科についてはボルボックス目を参照のこと。